# Annoville
Annoville (prononcer /anovil/) est une ancienne commune française, située dans le département de la Manche en région Normandie.
Le 1er janvier 2023, elle devient commune déléguée de Tourneville-sur-Mer.

## Géographie

### Localisation
| Hauteville-sur-Mer | Hauteville-sur-Mer | Hérenguerville          |
| Mer de la Manche   | Annoville          | Quettreville-sur-Sienne |
| Lingreville        | Lingreville        | Lingreville             |

### Climat
Le climat qui caractérise la commune est qualifié, en 2010, de « climat océanique franc », selon la typologie des climats de la France qui compte alors huit grands types de climats en métropole. En 2020, la commune ressort du type « climat océanique » dans la classification établie par Météo-France, qui ne compte désormais, en première approche, que cinq grands types de climats en métropole. Ce type de climat se traduit par des températures douces et une pluviométrie relativement abondante (en liaison avec les perturbations venant de l'Atlantique), répartie tout au long de l'année avec un léger maximum d'octobre à février.
Les paramètres climatiques qui ont permis d’établir la typologie de 2010 comportent six variables pour les températures et huit pour les précipitations, dont les valeurs correspondent à la normale 1971-2000. Les sept principales variables caractérisant la commune sont présentées dans l'encadré ci-après.
| Paramètres climatiques communaux sur la période 1971-2000 - Moyenne annuelle de température : 11,2 °C - Nombre de jours avec une température inférieure à −5 °C : 1,1 j - Nombre de jours avec une température supérieure à 30 °C : 0,4 j - Amplitude thermique annuelle : 11,4 °C - Cumuls annuels de précipitation : 912 mm - Nombre de jours de précipitation en janvier : 13,6 j - Nombre de jours de précipitation en juillet : 7,9 j |

Avec le changement climatique, ces variables ont évolué. Une étude réalisée en 2014 par la Direction générale de l'Énergie et du Climat complétée par des études régionales prévoit en effet que la température moyenne devrait croître et la pluviométrie moyenne baisser, avec toutefois de fortes variations régionales. Ces changements peuvent être constatés sur la station météorologique de Météo-France la plus proche, « Coutances », sur la commune de Coutances, mise en service en 1974 et qui se trouve à 11 km à vol d'oiseau,, où la température moyenne annuelle est de 11,2 °C et la hauteur de précipitations de 1 061,2 mm pour la période 1981-2010. Sur la station météorologique historique la plus proche, « Granville – pointe du Roc », sur la commune de Granville, mise en service en 1973 et à 15 km, la température moyenne annuelle évolue de 11,6 °C pour la période 1971-2000 à 11,9 °C pour 1981-2010, puis à 12,4 °C pour 1991-2020.

## Urbanisme

### Typologie
Annoville est une commune rurale, car elle fait partie des communes peu ou très peu denses, au sens de la grille communale de densité de l'Insee,,,. Par ailleurs la commune fait partie de l'aire d'attraction de Coutances, dont elle est une commune de la couronne. Cette aire, qui regroupe 37 communes, est catégorisée dans les aires de moins de 50 000 habitants,.
La commune, bordée par la Manche, est également une commune littorale au sens de la loi du 3 janvier 1986, dite loi littoral. Des dispositions spécifiques d’urbanisme s’y appliquent dès lors afin de préserver les espaces naturels, les sites, les paysages et l’équilibre écologique du littoral, comme le principe d'inconstructibilité, en dehors des espaces urbanisés, sur la bande littorale des 100 mètres, ou plus si le plan local d'urbanisme le prévoit,.

### Occupation des sols
L'occupation des sols de la commune, telle qu'elle ressort de la base de données européenne d’occupation biophysique des sols Corine Land Cover (CLC), est marquée par l'importance des territoires agricoles (74,6 % en 2018), une proportion identique à celle de 1990 (75,3 %). La répartition détaillée en 2018 est la suivante : terres arables (33,3 %), prairies (23,3 %), zones agricoles hétérogènes (18 %), milieux à végétation arbustive et/ou herbacée (12,4 %), zones urbanisées (7,1 %), zones humides intérieures (4,9 %), espaces ouverts, sans ou avec peu de végétation (0,9 %). L'évolution de l’occupation des sols de la commune et de ses infrastructures peut être observée sur les différentes représentations cartographiques du territoire : la carte de Cassini (XVIIIe siècle), la carte d'état-major (1820-1866) et les cartes ou photos aériennes de l'IGN pour la période actuelle (1950 à aujourd'hui).

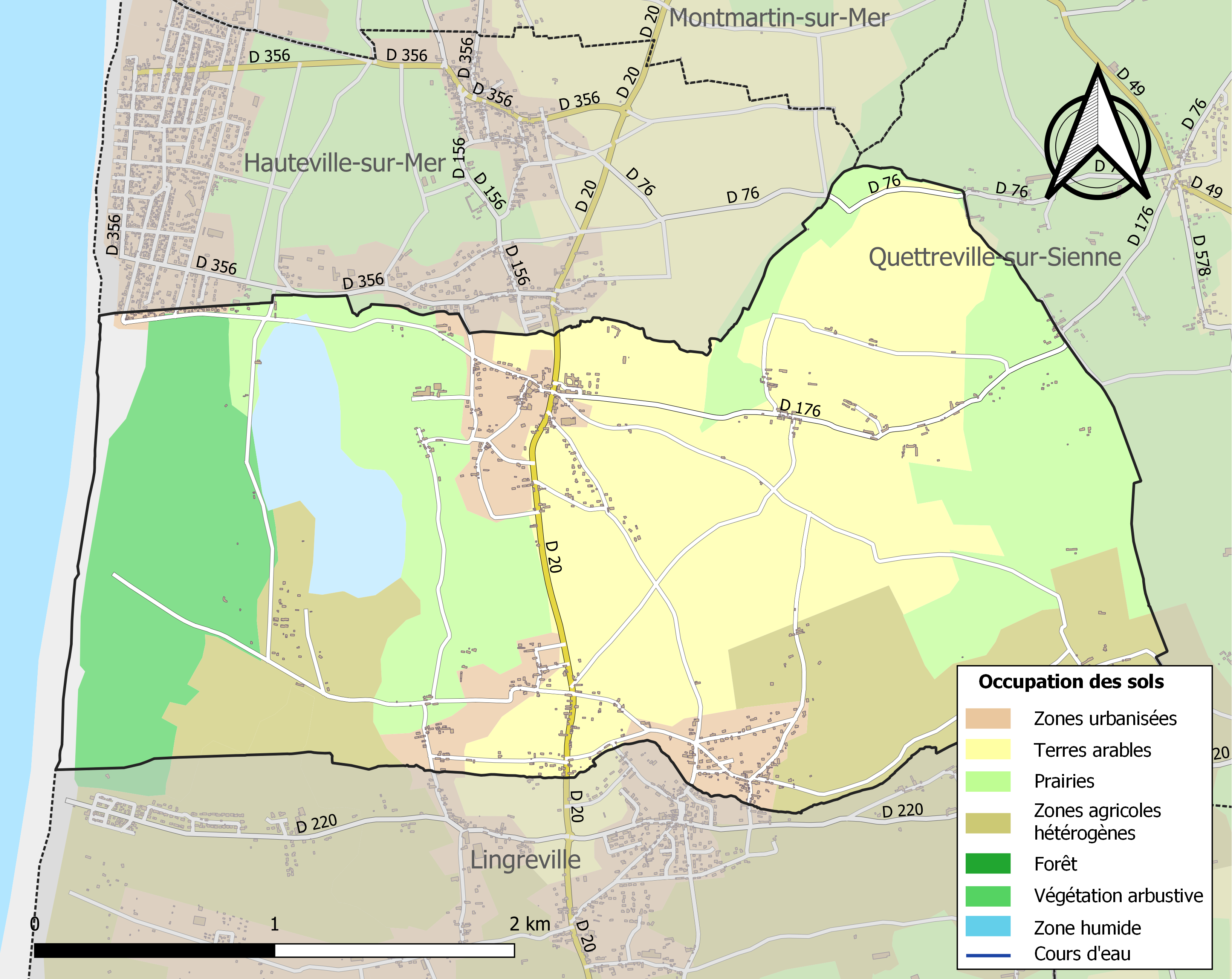
Carte des infrastructures et de l'occupation des sols de la commune en 2018 (CLC).

## Toponymie
Le nom de la localité est attesté sous la forme Unnovilla en 1172 (cartulaire MSM, f° 132 (éd. Delisle, Robert Tporigni p. j. XXXIII); Unnovilla vers 1210, Feoda; Ouenovilla en 1222 cartulaire Coutances, copie Delisle; Onnoville en 1251 - 1279 pouillé; Annoville en 1349, Bibliothèque de Rouen, Y 29, I, 51; Annoville Tourneville désignation de la communauté tailliable et conservée comme nom de la commune jusqu'en 1826.
Il s'agit d'une formation toponymique en -ville au sens ancien de « domaine rural » précédé d'un anthroponyme selon le cas général. Les auteurs ont proposé divers noms de personnes germaniques, comme Anaolf ou anglo-saxon, comme Wulfnod, Wulnod souvent attesté dans le Domesday Book.
Remarque : l'explication par le germanique continental Anaolf suggérée par Albert Dauzat qui ne connaissait pas de forme ancienne, est incompatible avec la nature des formes anciennes attestées, en effet, le passage de Unnoville / Onnoville à Annoville est tardif et sans doute motivé par les Anneville du Cotentin, ainsi que par des noms communs comme anneau.
Le gentilé est Annovillais.

## Histoire
Il existait au Moyen Âge deux paroisses : Annoville et Tourneville. Cette dernière fut associée à Annoville au XIIIe siècle et on retrouve le nom d'Annoville-(et-)Tourneville jusqu'en 1826. La fusion administrative eut lieu dès la Révolution. Annoville dépendait du comté de Mortain. En 1508-1510, noble homme Jehan de Grimouville, est seigneur d'Azeville, de Saint-Germain-de-Tournebut et Tourneville.
Vers 1620, la famille Michel prit possession d'Annoville. C'est Pierre Michel d'Annoville qui en fut le dernier seigneur et son maire au début du XIXe siècle.
Aux États généraux de 1789, la commune est représentée par Jean-Philippe Harasse et André Billard-Duhamel, laboureurs. André Billard-Duhamel sera membre du district de Coutances et élu au Conseil général en 1792.
En 2022, les conseils municipaux de Lingreville et d'Annoville s'accordent pour engager la création pour 2023 d'une commune nouvelle qui sera dénommée Tourneville-sur-Mer.

## Politique et administration
| Période                                                                                  | Période   | Identité                              | Étiquette | Qualité                                   |
| ---------------------------------------------------------------------------------------- | --------- | ------------------------------------- | --------- | ----------------------------------------- |
|                                                                                          | 1794…     | André Billard-Duhamel                 |           |                                           |
| 1795                                                                                     | 1797      | Léonor Anne Le Bas                    |           |                                           |
| 1797                                                                                     | 1799      | Pierre Mahé                           |           |                                           |
| 1800                                                                                     | 1804      | Léonord Anne Le Bas                   |           |                                           |
| 1804                                                                                     | 1809      | Pierre Michel d'Annoville             |           |                                           |
| 1809                                                                                     | 1816      | Jean-François Mahé                    |           | Adjoint faisant fonction                  |
| 1816                                                                                     | 1827      | François Le Bas                       |           |                                           |
| 1828                                                                                     | 1830      | Charles Hébert                        |           | Maire par délégation                      |
| 1830                                                                                     | 1831      | Bon Pierre Bouchard                   |           |                                           |
| 1831                                                                                     | 1835      | Jean François Mahé                    |           |                                           |
| 1836                                                                                     | 1846      | Bon Pierre Bouchard                   |           |                                           |
| 1847                                                                                     | 1848      | Julien Couraye du Parc                |           |                                           |
| 1848                                                                                     | 1855      | Hyppolite Billard                     |           |                                           |
| 1855                                                                                     | 1864      | Charles Michel d'Annoville            |           |                                           |
| 1864                                                                                     | 1870      | Léonor Charles Julien Couraye du Parc |           | Juge                                      |
| 1871                                                                                     | 1874      | Dominique Hébert                      |           |                                           |
| 1874                                                                                     | 1876      | François Créances                     |           |                                           |
| 1876                                                                                     | 1882      | Basile Harasse                        |           |                                           |
| 1882                                                                                     | 1888      | François Le Conte                     |           |                                           |
| 1889                                                                                     | 1922      | Alexandre Courois                     |           |                                           |
| 1922                                                                                     | 1924      | Ernest Nicolle                        |           | Adjoint faisant fonction                  |
| 1924                                                                                     | 1924      | Ernest Levivier                       |           | Adjoint faisant fonction                  |
| 1925                                                                                     | 1929      | François Jean                         |           | Trésorier-payeur de la marine en retraite |
| 1929                                                                                     | 1945      | Camille Turgis                        |           |                                           |
| 1945                                                                                     | 1980      | François Leconte                      |           |                                           |
| 1980                                                                                     | 1989      | Emmanuel Mahé                         |           |                                           |
| 1989                                                                                     | 1995      | Jean Turgis                           |           |                                           |
| juin 1995                                                                                | mars 2008 | Dominique Le Breton                   |           | Consultant immobilier                     |
| mars 2008                                                                                | mars 2014 | Georges Turgis                        |           | Cadre de banque (retraité)                |
| mars 2014                                                                                | juin 2018 | Pierre de Castellane                  |           | Entrepreneur en décoration intérieure     |
| septembre 2018                                                                           | mai 2020  | Frédéric Longuet                      |           |                                           |
| mai 2020                                                                                 | En cours  | Sabrina Regnault                      |           | Professeure des écoles                    |
| Une partie des données est issue d'une liste établie par Jean Pouëssel et Thierry Bulot. |           |                                       |           |                                           |

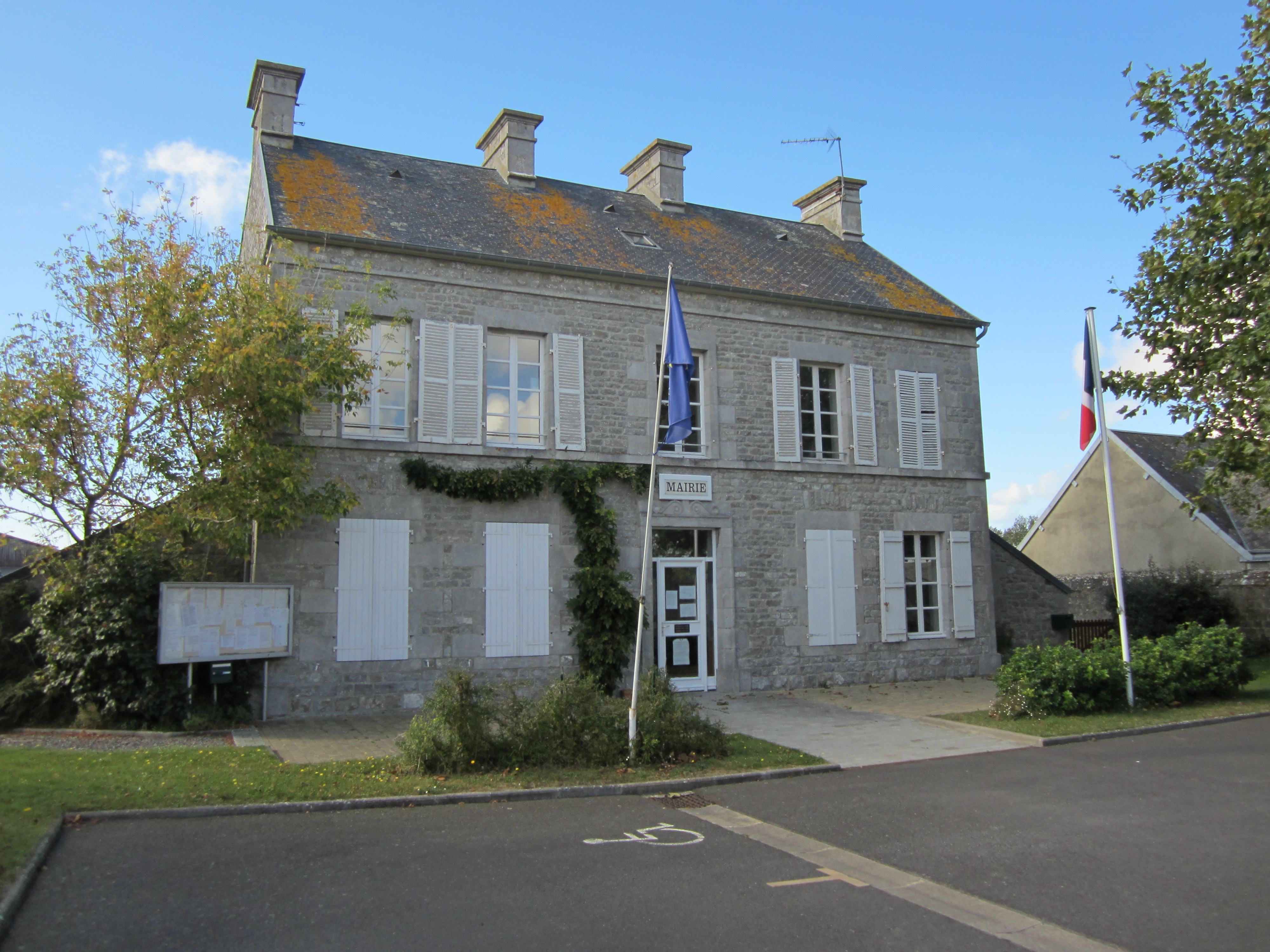
La mairie.

Le conseil municipal est composé de quinze membres dont le maire et trois adjoints.

## Démographie
En 2021, la commune comptait 639 habitants, en évolution de −4,05 % par rapport à 2015 (Manche : −0,31 %, France hors Mayotte : +2,11 %).
Annoville a compté jusqu'à 1 057 habitants en 1821.
| 1793 | 1800 | 1806 | 1821  | 1831  | 1836  | 1841 | 1846 | 1851 |
| ---- | ---- | ---- | ----- | ----- | ----- | ---- | ---- | ---- |
| 896  | 909  | 983  | 1 057 | 1 030 | 1 031 | 993  | 999  | 969  |

| 1856 | 1861 | 1866 | 1872 | 1876 | 1881 | 1886 | 1891 | 1896 |
| ---- | ---- | ---- | ---- | ---- | ---- | ---- | ---- | ---- |
| 959  | 915  | 902  | 910  | 935  | 915  | 879  | 863  | 823  |

| 1901 | 1906 | 1911 | 1921 | 1926 | 1931 | 1936 | 1946 | 1954 |
| ---- | ---- | ---- | ---- | ---- | ---- | ---- | ---- | ---- |
| 772  | 761  | 679  | 579  | 564  | 523  | 537  | 578  | 563  |

| 1962 | 1968 | 1975 | 1982 | 1990 | 1999 | 2005 | 2006 | 2010 |
| ---- | ---- | ---- | ---- | ---- | ---- | ---- | ---- | ---- |
| 578  | 572  | 565  | 483  | 474  | 547  | 571  | 582  | 632  |

| 2015 | 2020 | 2021 | - | - | - | - | - | - |
| ---- | ---- | ---- | - | - | - | - | - | - |
| 666  | 641  | 639  | - | - | - | - | - | - |

## Lieux et monuments

### Églises

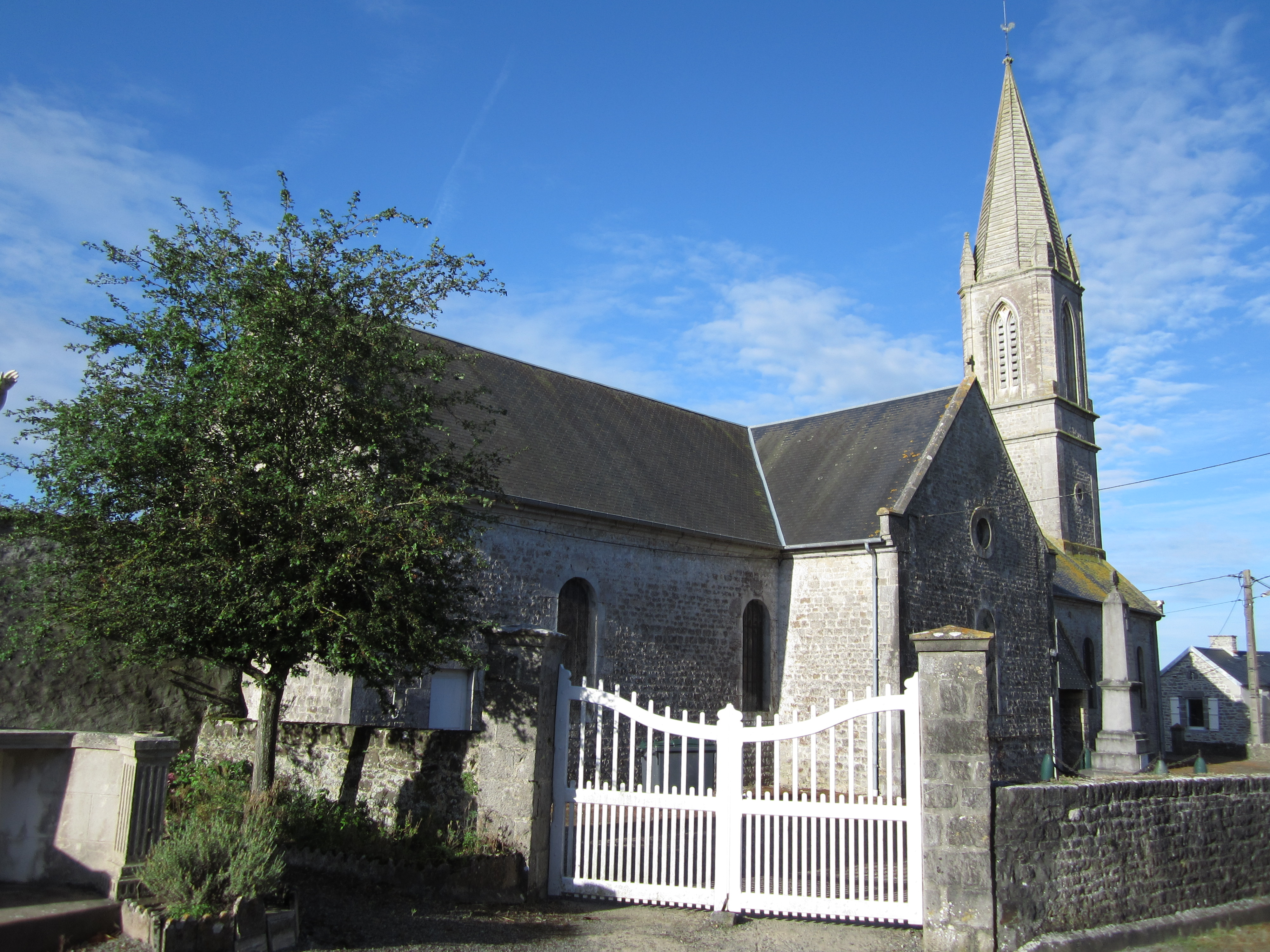
L'église de Tourneville.

- Église Notre-Dame d'Annoville des XIe – XIXe siècles. Elle conserve de ses origines notamment un portail. Les fenêtres furent bouchées au XVe siècle et l'ensemble fut remaniée au XIXe siècle. Elle abrite deux reliquaires de la première moitié du XVIIIe siècle classés au titre objet aux monuments historiques[39], ainsi qu'un christ en croix du XVIIe, des tableaux du XIXe dont un Ecce homo, une verrière de Mazuet du XXe.
- Église Notre-Dame de Tourneville du XIXe siècle qui a conservée un style roman, et flèche en pierre. Elle abrite un ensemble maitre-autel, retable du XVIIIe, tabernacle et les boiseries et portes de sacristie, ainsi qu'un calice et sa patène du XVIIe classés au titre objet aux monuments historiques[40],[41], ainsi que des tableaux du XIXe : l'Agonie du Christ et l'Assomption de la Vierge, et une verrière des XIXe – XXe siècles de Duhamel-Marette et Mazuet.

### Château d'Annoville

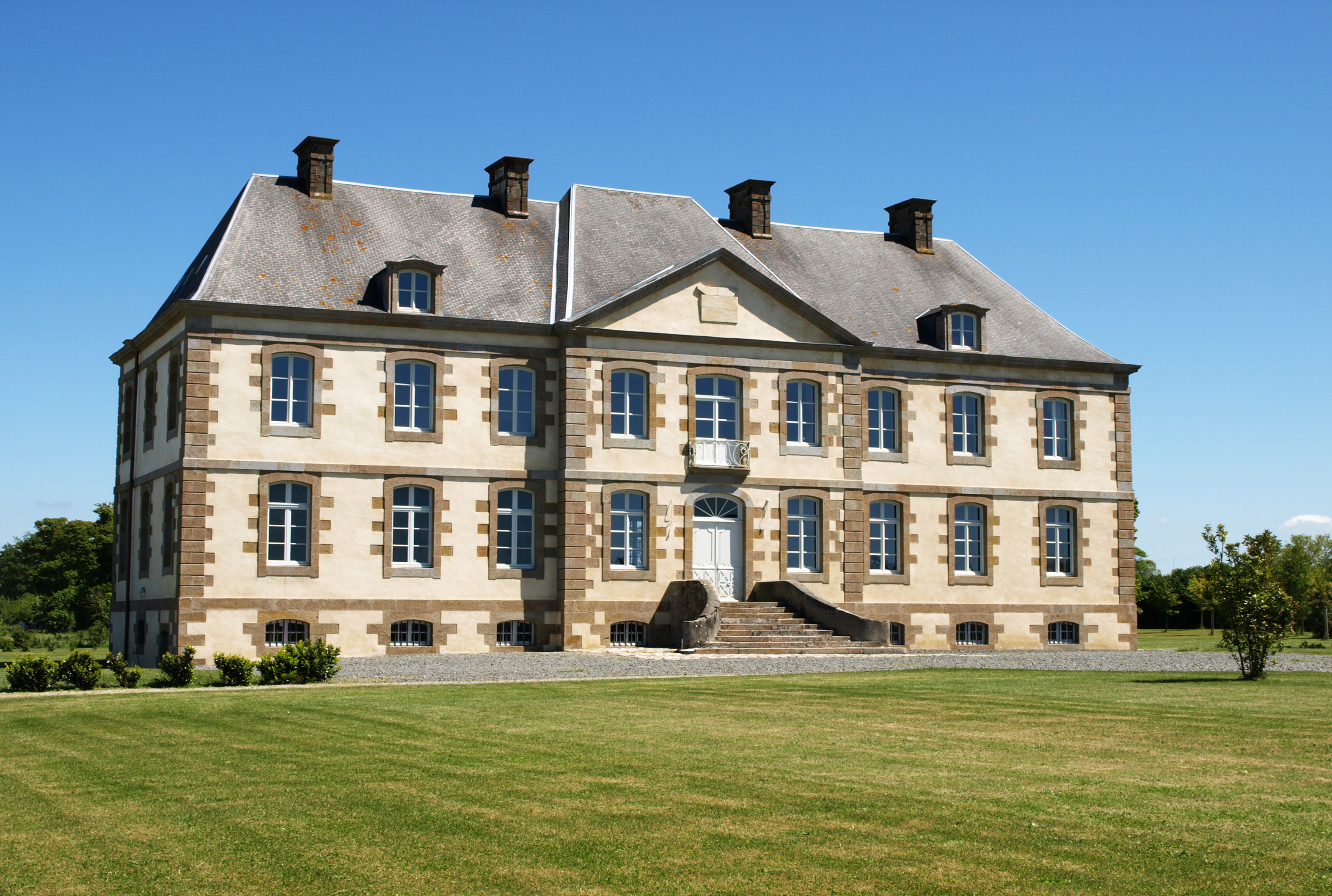
Le château d'Annoville.

Le château d'Annoville construit vers 1700 est situé à une centaine de mètres de la route reliant Montmartin-sur-Mer et Granville, dominant les plages d'Annoville et de Hauteville-sur-Mer sur la Côte des Havres.
La famille Michel d'Annoville le fait édifier au XVIIIe siècle, avec notamment du granite de Chausey acheminé depuis le Havre de Regnéville-sur-Mer. Le granite excédentaire après cette construction permet de bâtir la tour de l'église Notre-Dame d'Annoville. Le château voit s'y rencontrer une partie de la noblesse bas-normande : alliés aux grandes familles du temps, notamment à celle de Tourville, les Michel d'Annoville y donnent des fêtes particulièrement brillantes. Jusqu'à 1935, les boiseries de son vestibule ainsi que le lustre en fer forgé pesant environ une tonne et les grandes tapisseries de sa salle des fêtes témoignent encore de ces splendeurs passées…
À la mort de Pierre Charles Léonor Michel d'Annoville (1765 à Saint-Nicolas-de-Coutances - 1843 à Annoville),, officier d'infanterie, conseiller général de la Manche de 1803 à 1805 et maire d’Annoville de 1804 à 1809, le château est transmis à son fils aîné : Florent Michel d'Annoville, maire de Muneville-sur-Mer. Le fils-cadet de celui-ci, Nicolas Louis Michel, en hérite (son frère aîné, Léonor Henri, étant mort avant son père), lequel retransmet le château à son unique fils : Charles Marie. À la suite de la disparition en mer de ce dernier en 1879 comme lieutenant de vaisseau (dans le naufrage de la batterie flottante l'Arrogante près de Hyères), le château passe à son fils unique, Marie Charles Louis Raoul, qui n’y réside pas.
Après avoir été déserté durant une trentaine d’années à partir de la guerre franco-allemande de 1870, le château est habité par Georges Michel d'Annoville, un des fils de Pierre Charles Ferdinand Michel d'Annoville (celui-ci étant cousin-germain de Nicolas Louis Michel Michel d'Annoville). Après la mort en 1910 de l’épouse de Georges Michel d'Annoville, Lokoma Amelot de Chaillou (indienne tehuelche de Patagonie adoptée par la famille Amelot de Chaillou), le château est habité par Paul Dutasta (chef de cabinet du ministre des Affaires étrangères Stephen Pichon), qui y reçoit à plusieurs reprises Georges Clemenceau.
Marie Charles Louis Raoul Michel d'Annoville (fils unique de Charles Marie Michel d'Annoville ci-avant), consul de France au Luxembourg en 1907, meurt sans héritier en 1916 dans les combats de l’ouvrage de Thiaumont lors de la bataille de Verdun (comme sous-lieutenant au 294e régiment d'infanterie). Le château revient alors à sa mère : Marie Charlotte Léonie Le Pelletier d'Angoville (veuve de Charles Marie Michel d'Annoville ci-avant). À la mort de cette dernière en 1930, le château est vendu par la famille Le Pelletier d'Angoville. À partir de 1935, la majeure partie de son contenu est dispersée, notamment un tableau représentant le maréchal de France Anne Hilarion de Costentin de Tourville qui est transmis à la famille Desgrées du Loû à Nantes.[réf. nécessaire]
En 2003, le château est racheté par Pierre de Castellane (1960-2018) qui le restaure, redessine et replante le jardin. Il en fait un lieu culturel en ouvrant la propriété pour des expositions, des spectacles et des conférences.

### Autres lieux et monuments
- Manoir presbytéral, situé en face de l'église, avec deux portails en plein cintre.
- Dunes et marais.
- Ferme-manoir du Tot des XVIe – XVIIIe siècles.
- Ferme-manoir de la Héronnière du XVIe siècle.
- Salle des Oyats (ancien presbytère).
- Puits communal au pied du mur du cimetière (enclos paroissial).

## Personnalités
- Léonor Charles Julien Couraye du Parc : petit-fils du dernier vicomte de Granville, François Léonor Couraye du Parc, il fut juge-suppléant à Coutances ainsi que peintre à ses heures et maire d'Annoville où il vécut en son manoir du Tot.